# Гектор Зазу
Гектор Зазу (фр. Hector Zazou; 11 липня 1948 — 8 вересня 2008 року) — французький композитор і музичний продюсер, який працював з великою кількістю міжнародних артистів. Працював як над своїми альбомами, так і над альбомами інших виконавців, включаючи Сенді Діллон, Мімі Гуз, Барбара Гоган, Севара Назархан, Карлос Нуньєс, з італійською групою PGR, Енн Грете Преус, Лоуренс Ревей та ін.